# Richard Askey
Richard Askey   (Saint Louis, 4 de juny de 1933 - Madison, 9 d'octubre de 2019), conegut per col·legues i familiars com Dick Askey, va ser un matemàtic estatunidenc.

## Vida i Obra
Askey es va graduar el 1955 a la universitat Washington a Saint Louis i l'any següent va obtenir el màster a la universitat Harvard. A continuació va iniciar els cursos de doctorat a la universitat de Princeton i, mentre els feia va ser professor ajudant a la universitat Washington des de 1958. El 1961 va obtenir el doctorat defensant una tesi sobre sèries ortogonals i conjugades dirigida per Salomon Bochner.
Els dos cursos 1961-1963, va ser professor de la universitat de Chicago i el 1963 va ser nomenat professor de la universitat de Wisconsin a Madison, en la qual es va retirar el 2003, passant a ser professor emèrit. A més, va ser professor visitant a Amsterdam (1970), Budapest (1973), Estrasburg (1979), Minnesota (1988) i París (1993).
Askey va publicar cinc llibres sobre funcions especials i va ser l'editor de les obres escollifes de Gábor Szegő. També va publicar més de cent-trenta articles científics. El seu principal camp de treball van ser lews funcions especials i, més concretament, la seva anàlisi harmònica i les seves relacions amb els polinomis ortogonals i amb la teoria de grups.
Durant tota la seva vida va estar interessat en la pedagogia de les matemàtiques i va expresar públicament el seu descontent amb els excesos del formalisme. Va col·laborar activament en les reformes educatives del seu temps i va publicar diversos articles sobre com hauria de ser l'ensenyament de les matemàtiques a tots els nivells educatius.